# Iganga
Iganga est une ville située dans le district d'Iganga, en Ouganda.

## Personnalités liées
- Victoria Miriam Mwaka, professeure de géographie, femme politique et militante des droits des femmes

## Crédit
- (en) Cet article est partiellement ou en totalité issu de l’article de Wikipédia en anglais intitulé « Iganga » (voir la liste des auteurs).